# Mainbernheimer Tor (Iphofen)

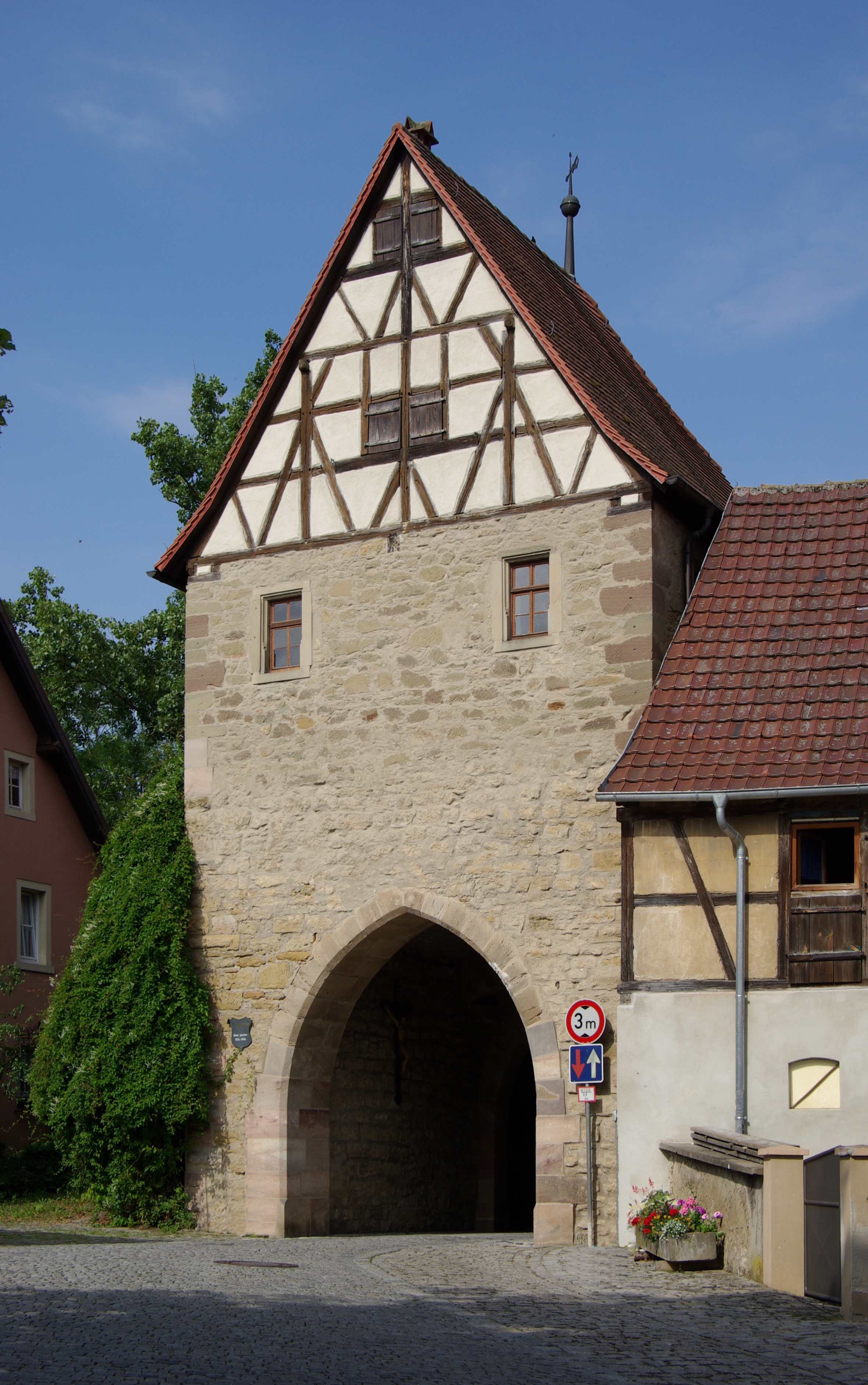
Das Mainbernheimer Tor

Das Mainbernheimer Tor ist Teil der Stadtbefestigung von Iphofen. Es liegt im Westen und schützte das sogenannte Gräbenviertel. Es wird auch Spitaltor oder Gräbentor genannt.

## Geschichte und Architektur
Die Stadtumwehrung Iphofens datiert auf das Jahr 1293. Der Bau des Turms begann 1533 und endete im Jahr 1548. Gebaut wurden außerdem ein Vorwerk und ein Torwärterhäusschen. Für 1687 ist südlich des Tores ein weiterer Turm vermerkt.
Heute präsentiert sich das Tor als quadratischer Bau, der zur Stadtseite hin einen Fachwerkaufbau aufweist. Eine Brücke aus dem 17. oder 18. Jahrhundert führt über den Stadtgraben zum Vorwerk, einem schlichten Durchgang mit Wehrgang. Das Bayerische Landesamt für Denkmalpflege führt das Tor unter der Nummer D-6-75-139-25.